# Металлург (гостиница)
Гостиница «Металлург» — жилое здание, бывшая гостиница в историческом центре Кривого Рога.

## История
Гостиница открыта 12 июня 1934 года под названием «Металлургия» по заказу треста «Руда». Принадлежала Криворожскому металлургическому заводу. Первыми жителями были немецкие и американские специалисты, участвующие в строительстве Криворожского металлургического завода. Директор в 1938 году — Савельев.
В феврале 1944 года, при освобождении города от немецких оккупантов, здание было разрушено.
Реконструирована в 1950-х годах по проекту 1947—1948 годов.

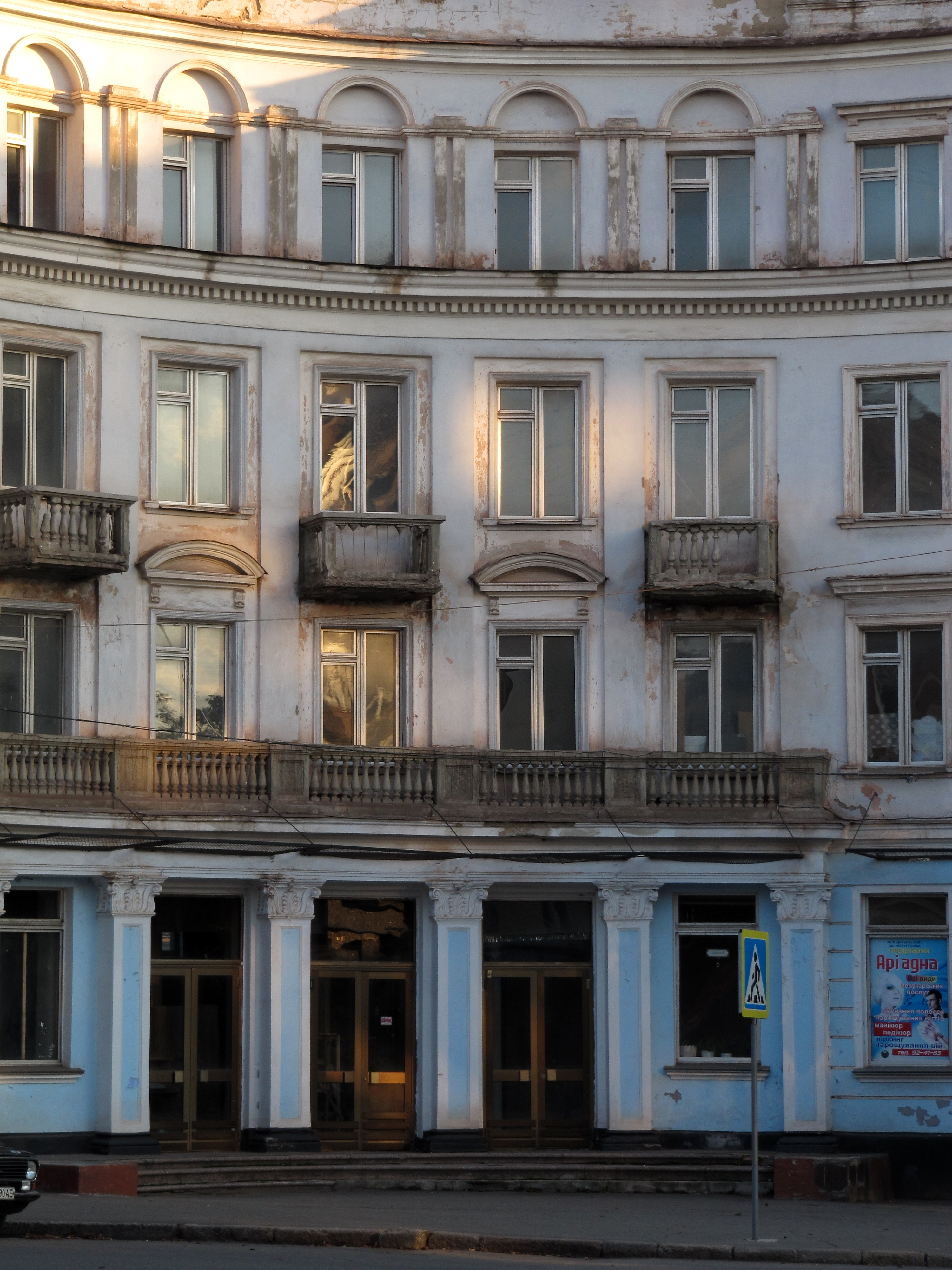
Фасад гостиницы в начале XXI века

Согласно распоряжению председателя Днепропетровской областной государственной администрации от 12 апреля 1996 года № 158-р здание гостиницы «Металлург» является памятником архитектуры местного значения города Кривой Рог под охранным номером 132.
В августе 1998 года гостиницу покинули последние постояльцы: труппа Нижнетагильского драматического театра (худ. рук. — В. Пашнин), гастролировавшая в тот сезон на площадке Криворожского театра драмы и музыкальной комедии.

## Характеристика
Разработка харьковского института «Гипроград». Архитекторы проекта послевоенной реконструкции — Н. Мухачёв, В. Млинарич, В. Суманеев, Ю. Сыч.
В гостинице останавливались почётные гости города, среди которых были академик И. Бардин, артисты Ю. Гуляев, Е. Весник, Д. Ойстрах, генералы Г. Корчиков, П. Чирков.